# Gerry Mulligan
Gerry Mulligan (Gerald Joseph) (6. april 1927 – 20. januar 1996) var en amerikansk barytonsaxofonist, pianist, komponist, arrangør og orkesterleder.
Spillede en vigtig rolle som arrangør og barytonsolist i Miles Davis' ni-mands orkester.
Han demonstrerer med sin avancerede opfattelse af klang, harmonik, form og en integration af komponerede og improvisatoriske elementer på en personlig måde der forener 1950'ernes avancerede jazzidiom med træk fra ældre jazz såsom swing, frasering og kollektiv improvisation. Han arbejder gerne med dæmpet klang i et begrænset dynamisk register.